# Torq-set

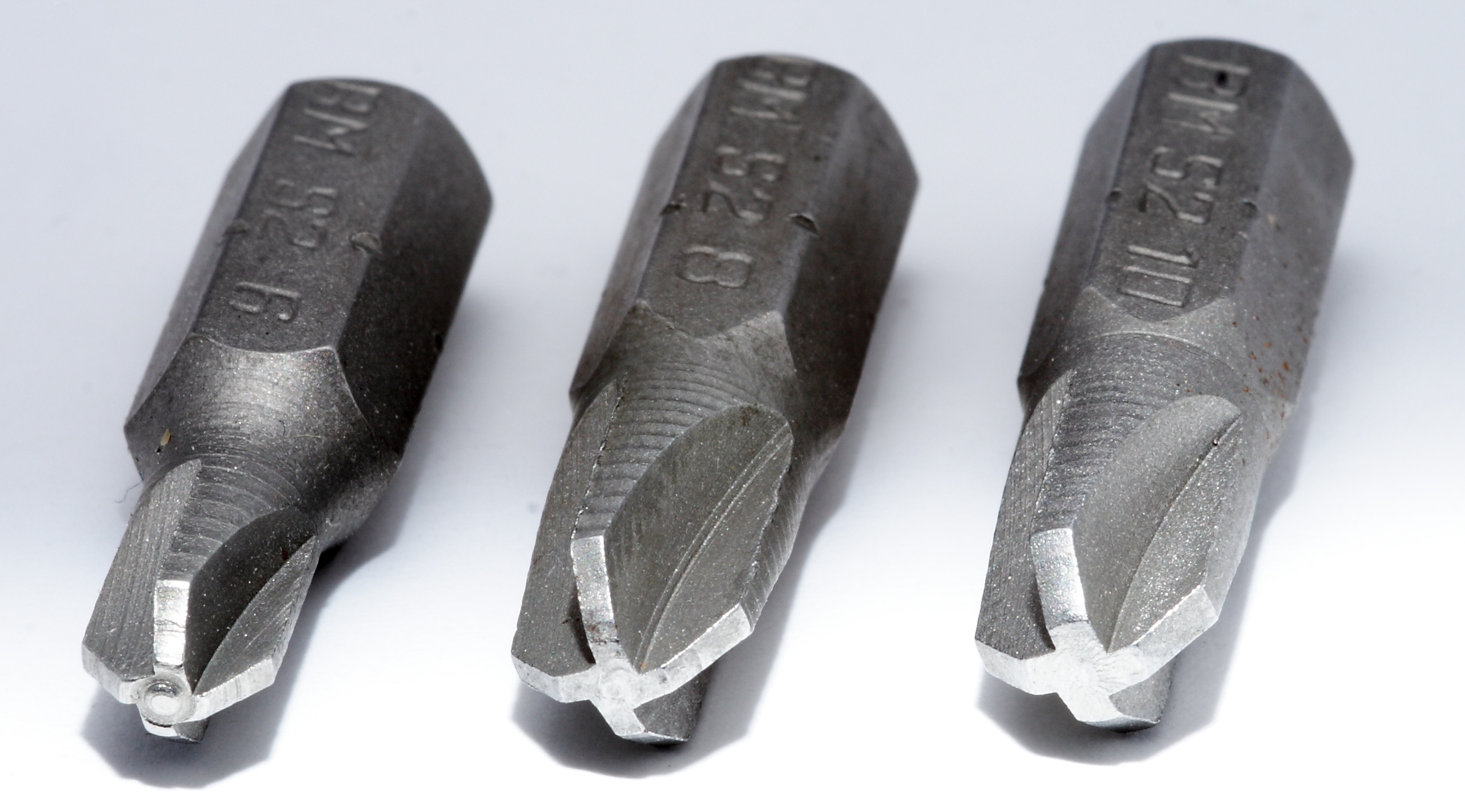
Puntes de tornavís Torq-set.

Cabota Torq-set.

Els Torq-set són uns visos tenen una cabota semblant a la cabota Phillips que s'utilitzen en les operacions sensibles a les torsions, sobretot s'han utilitzat a l'entorn aeroespacial, com per exemple en el bombarder Northrop B-2 Spirit.
La cabota Torq-set és semblant en aparença a la cabota Phillips, en el fet que té quatre braços. No obstant això, sobre la cabota Torq-set, les línies que formen la creu s'han desplaçat les unes respecte a les altres i no estan alineades amb el punt d'intersecció. Per aquest motiu, un tornavís Phillips normal no es pot utilitzar amb aquest tipus de visos.
Els estàndards definits per aquests visos són els estàndards aeroespacials nacionals dels Estats Units, a saber NASM 33781 i NASM 14191.